# L'insostenibile leggerezza dell'essere (film)
L'insostenibile leggerezza dell'essere (The Unbearable Lightness of Being) è un film del 1988 diretto dal regista Philip Kaufman, liberamente tratto dall'omonimo romanzo dello scrittore ceco Milan Kundera.
Ambientato nel 1968 a Praga, nell'allora Cecoslovacchia, il film racconta la vita e le vicende degli artisti e degli intellettuali cecoslovacchi durante la cosiddetta Primavera di Praga, interrotta dall'invasione del Patto di Varsavia col proposito di "correggere fraternamente il deviazionismo dalla buona strada socialista" che aveva contagiato l'intera nazione.

## Trama
Il protagonista della storia è Tomáš, un facoltoso neurochirurgo, che conduce una spensierata vita da impenitente dongiovanni a Praga; tra le sue amanti maggiormente assidue figura Sabina, una sensuale e disinibita pittrice, con la quale il giovane medico intrattiene un rapporto di sincera amicizia. Nel corso dei suoi spostamenti di lavoro, in una piccola stazione termale, Tomáš incontra Tereza, una cameriera che sogna di trasferirsi nella capitale per poter realizzare le sue ambizioni di fotografa.
Innamoratosi della ragazza, Tomáš chiede a Sabina di aiutare Tereza a trovare un lavoro nella capitale e così i due avviano una relazione. In quei giorni, però, i carri armati sovietici irrompono nella città e nella confusione che segue, Tereza riesce a scattare delle foto e, in seguito, a venderne le pellicole in cambio della fuga in Occidente.
Tomáš, Tereza e Sabina riescono quindi a rifugiarsi in Svizzera, dove quest'ultima si lega a Franz, un docente universitario ed attivista politico, che, pur di stare con lei, lascia moglie e figli. Alla sua proposta di convivenza, però, Sabina rifiuta per timore di perdere la propria autonomia ed emigra così negli Stati Uniti, dove continuerà con il suo stile di vita libero e disinibito.
Tereza, intanto, scopre che Tomáš non ha mai smesso di avere rapporti occasionali con altre donne e decide così di lasciarlo, tornando in patria da sola. Tomáš decide comunque di seguirla, anche a costo di vedersi confiscare il suo passaporto.
Al suo ritorno, per un suo vecchio scritto satirico, contestato dalla nuova dirigenza filo-sovietica, gli sarà impedito di riprendere il suo posto come neurochirurgo. Dopo mille difficoltà nel trovare un lavoro e dopo un fallito tentativo di suicidio da parte di Tereza, la coppia decide di lasciare finalmente Praga e di andare a vivere in campagna, ospitata da un vecchio paziente di Tomáš. Con il nuovo lavoro di contadini, i due vivono una breve parentesi felice, lontani dagli intrighi politici e dalle beghe cittadine, ma un banale incidente stradale pone fine alle loro vite.

## Produzione
Il film è una produzione statunitense girata in lingua inglese, però il cast è europeo e le riprese sono state effettuate in Francia. Le scene dell'invasione dei carri armati sono un montaggio di materiale di repertorio, alternato a scene girate a Lione appositamente per il film. Il film ebbe un discreto successo in Nord America e molto seguito e grande popolarità in Europa.
Kundera considera i suoi romanzi poco adatti ad essere trasposti in pellicole; a suo parere, essi perdono le loro qualità essenziali nel processo, lasciando il compito di produrre un qualche mistero soltanto alle storie collaterali e/o accessorie. Comunque, sembra che Kundera sia stato un consulente attivo (anche se non menzionato) durante la produzione del film. In effetti, la poesia che Tomáš bisbiglia all'orecchio di Tereza, mentre essa rimane addormentata venne scritta da lui stesso specificamente per il film.

## Riconoscimenti
- 1989 - Premio Oscar
  - Candidatura Migliore sceneggiatura non originale a Jean-Claude Carrière e Philip Kaufman
  - Candidatura Migliore fotografia a Sven Nykvist
- 1989 - Golden Globe
  - Candidatura Miglior film drammatico
  - Candidatura Miglior attrice non protagonista a Lena Olin
- 1989 - Premio BAFTA
  - Migliore sceneggiatura non originale a Jean-Claude Carrière e Philip Kaufman
- 1989 - Independent Spirit Awards
  - Miglior fotografia a Sven Nykvist